# Tapejara (Paraná)
Tapejara is een gemeente in de Braziliaanse deelstaat Paraná. De gemeente telt 15.367 inwoners (schatting 2009).